# جيمي كلابوتس
جيمي كلابوتس (بالإنجليزية: Jimmy Clabots)‏ مواليد 12 نوفمبر 1980، هو ممثل أمريكي بدأ مسيرته الفنية سنة 2005.

## الأعمال

### أفلام
- ملائكة وشياطين (2009)

### مسلسلات
- سي اس آي: التحقيق في موقع الجريمة (2011)
- الدوري (2011)

## روابط خارجية
- جيمي كلابوتس على موقع IMDb (الإنجليزية)
- جيمي كلابوتس على موقع قاعدة بيانات الفيلم (الإنجليزية)